# Ljubow Jewgenjewna Jermolajewa
Ljubow Jewgenjewna Jermolajewa (russisch Любовь Евгеньевна Ермолаева; * 31. Oktober 1975 in Ischewsk) ist eine russische Biathletin, die vor allem im Sommerbiathlon erfolgreich war.
Ljubow Jermolajewa hatte die ersten großen Erfolge bei der Sommerbiathlon-Weltmeisterschaften 2004 in Osrblie. Hinter Wolha Nasarawa im Massenstart und mit Anna Sotnikowa, Natalja Arzybatschewa und Oksana Neupokojewa im Staffelrennen hinter der Vertretung von Belarus gewann sie die Silbermedaille, in der Verfolgung nach einem sechsten Rang im Sprint hinter Nasarowa und Swetlana Dirko Chandohina Bronze. 
Es folgten die Biathlon-Europameisterschaften 2005 in Nowosibirsk, wo die Russin im Einzel 17. wurde. Erneut erfolgreich verliefen die Sommerbiathlon-Weltmeisterschaften 2005 in Muonio. Mit Jewgenija Michailowa, Jekaterina Sidorenko und Tatjana Moissejewa gewann sie erneut Silber im Staffelrennen hinter den Belarussinnen. In Sprint und Verfolgung kamen hinter Natalja Sokolowa und Moissejewa jeweils die Bronzemedaillen. Im Massenstart verpasste Jermolajewa als Viertplatzierte knapp eine weitere Medaille. Bei den Biathlon-Europameisterschaften 2007 in Bansko kamen erneut Einsätze im Winter hinzu. Im Staffelrennen wurde sie mit der russischen Staffel Fünfte und 38. des Einzelwettbewerbes.
Bei den Crosslauf-Wettbewerben der Sommerbiathlon-Weltmeisterschaften 2008 in der Haute-Maurienne konnte Jermolajewa erneut Erfolge feiern. Hinter Sidorenko konnte sie sowohl im Sprint als auch in der Verfolgung erneut Silber gewinnen. Nicht ganz so erfolgreich trat sie in den Skiroller-Wettbewerben an, wo sie im Sprint auf den 18. Platz fuhr und die Verfolgung ausließ. Den ersten Titel konnte die Russin bei den Sommerbiathlon-Europameisterschaften 2009 in Nové Město na Moravě gewinnen. Im Sprint kam sie vor Zdeňka Vejnarová und Gerda Krūmiņa als Schnellste ins Ziel. Im Massenstart erreichte sie Platz sieben.